# AUX (mineração)
AUX Canada Acquisition (AUX) foi uma empresa de mineração de ouro criada em 2010 pelo Grupo EBX.

## Histórico
Em março de 2011, a AUX comprou a canadense Ventana Gold por US$ 1,5 bilhão. A empresa detinha direitos minerais em minas de ouro na Colômbia (La Bodega e California Vetas) e a AUX já possuía 20% da Ventana Gold. Em outubro de 2012, adquiriu a Galway Resources, que também tinha projetos na Colômbia.
Com a crise financeira do Grupo EBX, o fundo soberano Mubadala assumiu o controle da AUX em fevereiro de 2015. O nome da companhia foi alterado para Sociedad Minera de Santander (“Minesa”).